# Monreal del Campo (kommunhuvudort)
Monreal del Campo är en kommunhuvudort i Spanien.   Den ligger i provinsen Provincia de Teruel och regionen Aragonien, i den östra delen av landet, 200 km öster om huvudstaden Madrid. Monreal del Campo ligger 946 meter över havet och antalet invånare är 2 383.
Terrängen runt Monreal del Campo är platt åt nordväst, men åt sydost är den kuperad. Runt Monreal del Campo är det glesbefolkat, med 11 invånare per kvadratkilometer. Närmaste större samhälle är Calamocha, 15,4 km norr om Monreal del Campo. Trakten runt Monreal del Campo består till största delen av jordbruksmark.